# Elisha Hunt Allen

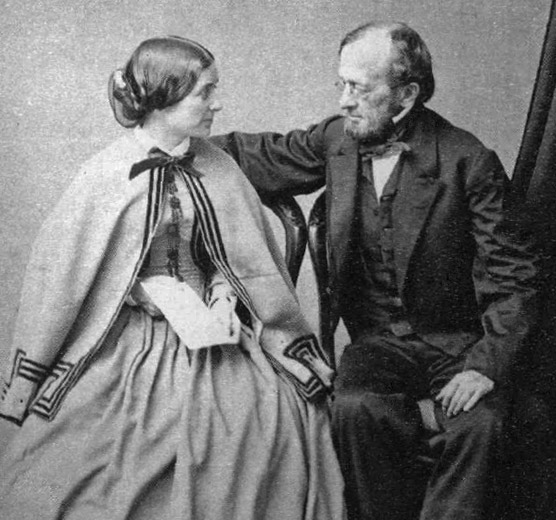
Elisha Hunt Allen mit seiner Ehefrau Mary (1864).

Elisha Hunt Allen (* 28. Januar 1804 in New Salem, Franklin County, Massachusetts; † 1. Januar 1883 in Washington, D.C.) war ein US-amerikanischer Politiker. Zwischen 1841 und 1843 vertrat er den Bundesstaat Maine im US-Repräsentantenhaus.

## Werdegang
Elisha Allen war der Sohn von Samuel Clesson Allen (1772–1842), der zwischen 1817 und 1829 für Massachusetts im US-Repräsentantenhaus saß. Der jüngere Allen besuchte die New Salem Academy und dann bis 1823 das Williams College in Williamstown. Nach einem anschließenden Jurastudium und seiner 1825 erfolgten Zulassung als Rechtsanwalt begann er in Brattleboro (Vermont) in diesem Beruf zu praktizieren. Später verlegte er seinen Wohnsitz und seine Anwaltskanzlei nach Bangor in Maine.
Allen schloss sich der Whig Party an. Zwischen 1835 und 1840 war er Abgeordneter im Repräsentantenhaus von Maine. Im Jahr 1838 fungierte er als dessen Präsident. 1840 wurde er im achten Wahlbezirk von Maine in das US-Repräsentantenhaus in Washington gewählt, wo er am 4. März 1841 die Nachfolge von Thomas Davee von der Demokratischen Partei antrat. Bereits bei den nächsten Wahlen wurde der achte Distrikt von Maine abgeschafft. Allen versuchte erfolglos, in einem anderen Bezirk erneut in den Kongress gewählt zu werden.
Im Jahr 1846 wurde Allen erneut in das Repräsentantenhaus von Maine gewählt. Im Jahr 1847 zog er nach Boston, wo er wieder als Anwalt arbeitete. Auch in seiner neuen Heimat blieb Allen politisch aktiv. 1849 wurde er in das Repräsentantenhaus von Massachusetts gewählt. 1850 wurde er amerikanischer Konsul im damaligen Königreich Hawaiʻi. Dort knüpfte er mit der einheimischen Regierung enge Kontakte. Schließlich wurde er zunächst als Nachfolger von Gerrit P. Judd zum Finanzminister und später dann auch zum Obersten Richter der Hawaii-Inseln ernannt. Sein letztes Amt war das des hawaiischen Botschafters in Washington. In dieser Eigenschaft besuchte er am 1. Januar 1883 den Neujahrsempfang von US-Präsident Chester A. Arthur. Während dieser Veranstaltung starb er ganz plötzlich. Elisha Allen war zweimal verheiratet und hatte insgesamt sechs Kinder.